# Leon Panikvar
Leon Panikvar, slovenski nogometaš, * 28. januar 1983, Maribor.
Panikvar je nekdanji profesionalni nogometaš, ki je igral na položaju vezista. V svoji karieri je igral za slovenske klube Aluminij, Maribor, Bela Krajina, Primorje in Drava Ptuj, madžarska ZTE in Pécsi MFC ter avstrijske FC Gamlitz, TUS Paldau, UFC Fehring, St. Martin/Raab, SV Tillmitsch in St. Veit am Vogau. Skupno je v prvi slovenski ligi odigral 96 tekem in dosegel tri gole. Bil je tudi član slovenske reprezentance do 17, 19 in 20 let.